# Jean Pichot-Duclos
 (novembre 2020).
Si vous disposez d'ouvrages ou d'articles de référence ou si vous connaissez des sites web de qualité traitant du thème abordé ici, merci de compléter l'article en donnant les références utiles à sa vérifiabilité et en les liant à la section « Notes et références ».
Jean Pichot-Duclos, né le 14 mai 1935 à Nancy et mort le 8 mars 2011 à La Tronche, est un général de brigade français.

## Biographie

### Jeunesse et études
Jean Pichot-Duclos naît le 14 mai 1935 à Nancy. Son père est le général de brigade René-Agis Pichot-Duclos (1874-1968). Il est le petit-fils du général de brigade Félix Pichot-Duclos (1821-1895).
Ancien élève du Prytanée national militaire, il est diplômé de l'École spéciale militaire de Saint-Cyr en 1958 (promotion général Laperrine). 
Après son passage en prison militaire, il sort diplômé de École nationale des Langues orientales vivantes.  Il suit également les cours de relations internationales de l'Institut d'études politiques de Paris.  
Jean Pichot-Duclos est le beau-père du général d'armée André Lanata, chef d'état-major de l'Armée de l'air de 2015 à 2018. Il est également le père du capitaine François Pichot-Duclos, officier du génie servant à la sécurité civile.  

### Parcours professionnel
Sorti d'application, il sert au 1er régiment étranger de parachutistes pendant la guerre d'Algérie, sous le commandement d'Hélie de Saint-Marc. Après avoir participé au putsch d'Alger, il est mis aux arrêts de forteresse, c'est-à-dire dans une prison militaire. Cet épisode ralentit son avancement mais il rejoint ensuite le corps des chasseurs alpins et commande le 27e bataillon de chasseurs alpins d'Annecy.  
Il occupe successivement les postes d'attaché militaire adjoint à l'ambassade de France en République tchèque, à Prague, d'officier de renseignement à l'état-major de la 1re armée à Strasbourg, et d'attaché de la défense à l'ambassade de France en Pologne, à Varsovie. En 1988, il prend le commandant de l'École interarmées du renseignement et des études linguistiques à Strasbourg pendant quatre ans. Son accès dans le corps des officiers généraux en 1991 aurait été retardé par la présidence de la République.
Après son départ du service actif en 1992, il entre au groupe Défense Conseil International, où il crée un service d'intelligence économique (INTELCO). Il a participé au rapport d'Henri Martre, Intelligence économique et stratégie des entreprises, publié par le Commissariat général au Plan. 
En 1997, il crée l'École de guerre économique avec Christian Harbulot au sein de l'École supérieure libre des sciences commerciales appliquées.

## Positionnement politique
Le général Pichot-Duclos a brièvement aidé Charles Millon à développer dans le département de l'Isère son nouveau parti , "La Droite libérale-chrétienne", à la suite de son éviction en 1999 de la présidence du conseil régional de Rhône-Alpes. Après s'en être éloigné, il a publiquement assumé des convictions monarchistes. Il fut l'un des fondateurs et le président d'honneur de l'Alliance royale du Dauphiné, expérience locale de réunification des deux courants orléanistes que sont Restauration nationale et le Centre royaliste d'Action française[réf. nécessaire].

## Ouvrages
- La France doit dire non, Plon, mars 1999 (avec Christian Harbulot)
- Les guerres secrètes de la mondialisation, coll. Renseignement et guerre secrète, Lavauzelle, juin 2004

## Distinctions

### Décorations

#### Intitulés des décorations françaises
- Officier de la Légion d’honneur
- Commandeur de l'ordre national du Mérite
- Croix de la Valeur militaire avec deux citations à l'ordre du corps d'armée et à l'ordre de la brigade.
- Croix du combattant